# Portes de Paris
Ne doivent pas être confondues avec les portes de Paris, qui dans plusieurs villes françaises marquent ou marquaient l'entrée de la ville depuis la route de Paris.
 (janvier 2015).
Si vous disposez d'ouvrages ou d'articles de référence ou si vous connaissez des sites web de qualité traitant du thème abordé ici, merci de compléter l'article en donnant les références utiles à sa vérifiabilité et en les liant à la section « Notes et références ».
 (janvier 2015).
Les portes de Paris correspondent aux différents points d'entrée dans la capitale française à travers les enceintes successives qui l'ont entourée. Les portes les plus récentes sont celles liées à l'enceinte de Thiers, que l'on retrouve dans la dénomination des sorties routières du boulevard périphérique ; les portes plus anciennes se situent dans Paris intra-muros.

## Portes routières actuelles

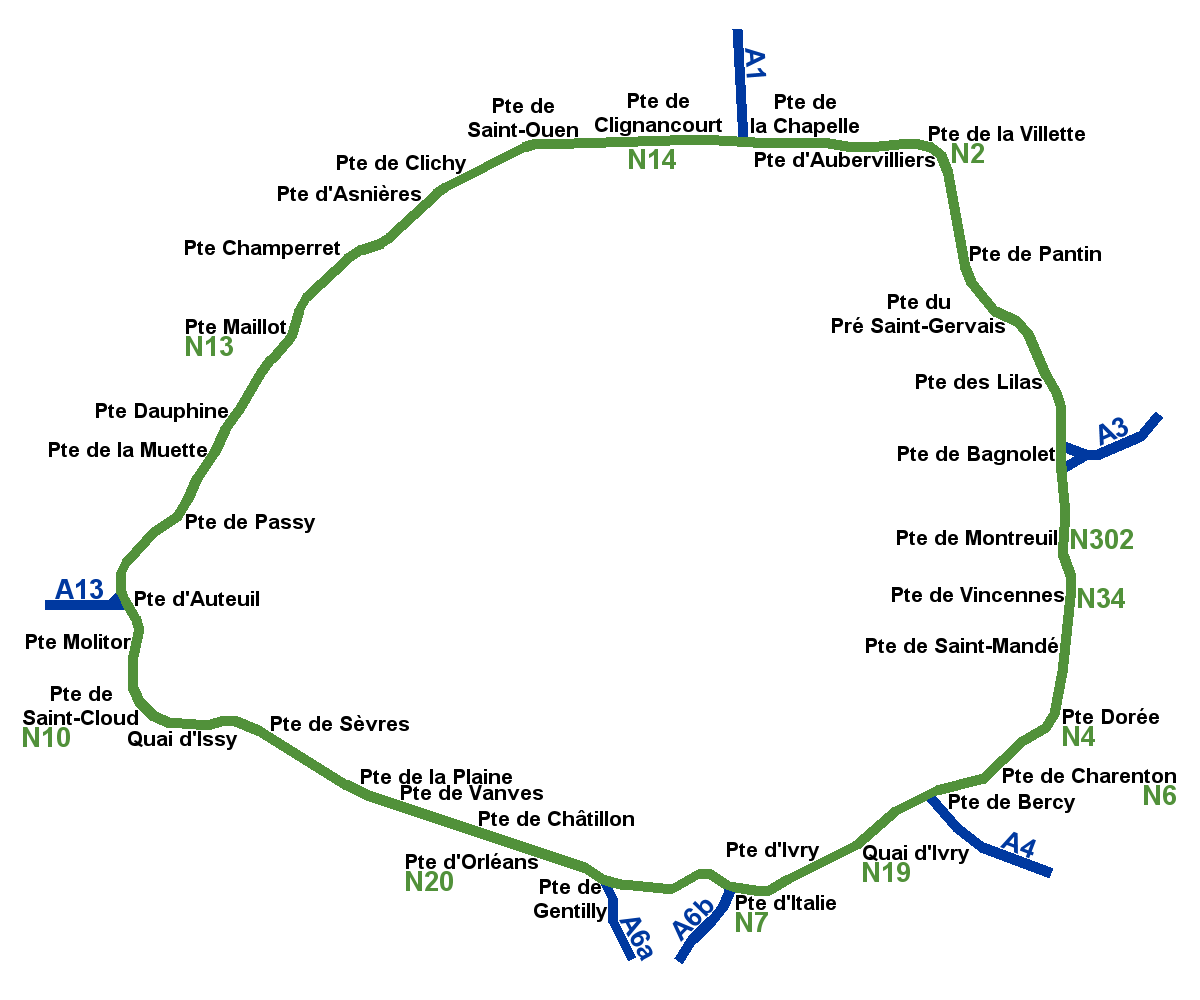
Accès au boulevard périphérique de Paris :
leurs noms constituent un sous-ensemble des portes de l’ancienne enceinte de Thiers.

Pour une correspondance des portes avec les boulevards des Maréchaux et les communes limitrophes, voyez la Liste des boulevards des Maréchaux et des portes de Paris.
Liste des portes et poternes créées lors de l'extension de Paris en 1860 et ayant laissé aujourd'hui une trace dans sa toponymie, triée dans le sens horaire à partir du nord, démarrage de la route nationale 1 :
| \| Enceinte gallo-romaine · Enceinte gallo-romaine · Porte Saint-Germain-l'Auxerrois · Porte Saint-Denis · Porte Saint-Martin · Porte Baudoyer · Première porte Saint-Antoine · Seconde porte Saint-Antoine · Première porte Saint-Martin · Seconde porte Saint-Martin · Première porte Saint-Denis · Seconde porte Saint-Denis · Première barrière de la Gare · Seconde barrière de la Gare · Première barrière d'Ivry · Seconde barrière d'Ivry · Première barrière de la Rapée · Seconde barrière de la Rapée \| Carte des différentes portes, poternes et barrières de Paris : : enceinte gallo-romaine (c. IVe siècle) · : enceinte carolingienne (c. Xe siècle) · : enceinte de Philippe Auguste (1190 à 1213) · : enceinte de Charles V (1356 à 1383) · : enceinte de Louis XIII (1566) · : mur des Fermiers généraux (1784 à 1790) · : enceinte de Thiers (1841 à 1844) · et portes des bois de Boulogne et de Vincennes |
| Enceinte gallo-romaine · Enceinte gallo-romaine · Porte Saint-Germain-l'Auxerrois · Porte Saint-Denis · Porte Saint-Martin · Porte Baudoyer · Première porte Saint-Antoine · Seconde porte Saint-Antoine · Première porte Saint-Martin · Seconde porte Saint-Martin · Première porte Saint-Denis · Seconde porte Saint-Denis · Première barrière de la Gare · Seconde barrière de la Gare · Première barrière d'Ivry · Seconde barrière d'Ivry · Première barrière de la Rapée · Seconde barrière de la Rapée |

### Nord-est

#### 18earrondissement
- Porte de la Chapelle : route nationale 1, autoroute A1

#### 19earrondissement
- Porte d'Aubervilliers : route départementale 901 (RN 301)
- Porte de la Villette : route départementale 932 (RN 2)
- Porte de Pantin : route départementale 933 (RN 3)
- Porte Chaumont
- Porte Brunet
- Porte du Pré-Saint-Gervais
- Porte des Lilas

### Est

#### 20earrondissement
- Porte des Lilas : route départementale 117
- Porte de Ménilmontant
- Porte de Bagnolet : autoroute A3
- Porte de Montreuil : Route départementale 902

#### 12earrondissement
- Porte de Vincennes : route départementale 120
- Porte Jaune (dans le bois de Vincennes)
- Porte du Bel-Air (dans le bois de Vincennes)
- Porte de Saint-Mandé (dans le bois de Vincennes)
- Porte de Saint-Mandé
- Porte de Montempoivre
- Porte Dorée ou porte de Picpus
- Porte de Reuilly
- Porte de Charenton : route départementale 6
- Porte de Bercy : autoroute A4

### Sud (rive gauche)

#### 13earrondissement
- Porte de la Gare
- Quai d'Ivry
- Porte de France
- Porte de Vitry
- Porte d'Ivry
- Porte de Choisy : Route départementale 905
- Porte d'Italie : route départementale 7
- Poterne des Peupliers
- Porte de Gentilly

#### 14earrondissement
- Porte de Gentilly
- Porte d'Arcueil
- Porte d'Orléans : route départementale 920
- Porte de Montrouge
- Porte de Châtillon
- Porte Didot
- Porte de Vanves

#### 15earrondissement
- Porte Brancion
- Porte de Plaisance
- Porte de la Plaine
- Porte de Versailles
- Porte d'Issy
- Porte de Sèvres
- Porte du Bas-Meudon (quai d'Issy)

### Ouest

#### 16earrondissement
- Porte du Point-du-Jour
- Porte de Saint-Cloud : route départementale 910
- Porte Molitor
- Porte de Boulogne (dans le bois de Boulogne)
- Porte de l'Hippodrome (dans le bois de Boulogne)
- Porte d'Auteuil : autoroute A13
- Porte de Passy
- Porte de la Muette
- Porte Dauphine
- Porte de la Seine (dans le bois de Boulogne)
- Porte de Bagatelle (dans le bois de Boulogne)
- Porte de Madrid (dans le bois de Boulogne)
- Porte Saint-James (dans le bois de Boulogne)
- Porte de Neuilly (dans le bois de Boulogne)
- Porte des Sablons (dans le bois de Boulogne)
- Porte Maillot : route nationale 13

### Nord-ouest

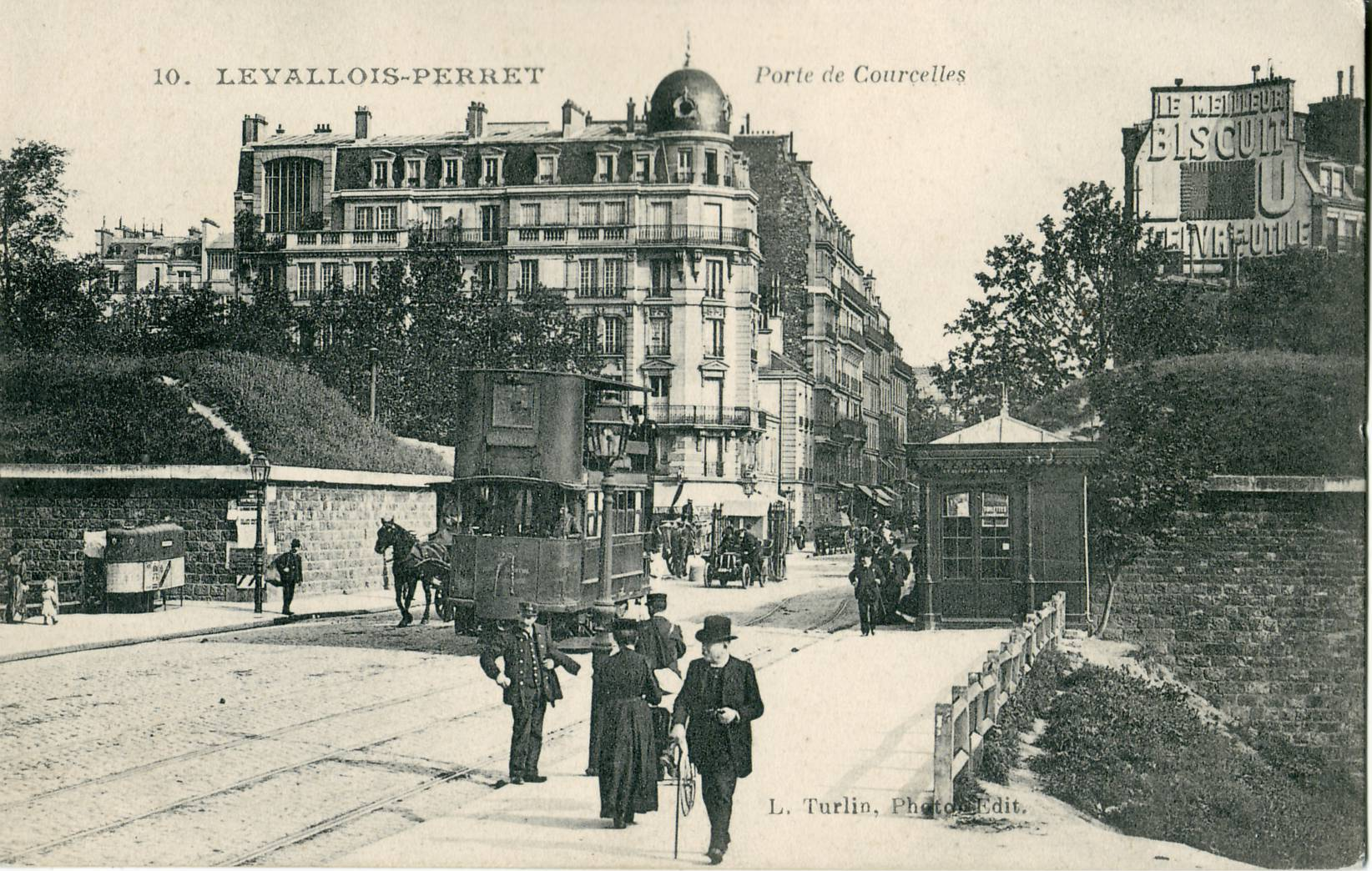
La porte de Courcelles, avant la Première Guerre mondiale.

#### 17earrondissement
- Porte des Ternes
- Porte de Villiers
- Porte de Champerret
- Porte de Courcelles
- Porte d'Asnières
- Porte de Clichy
- Porte Pouchet

#### 18earrondissement
- Porte de Saint-Ouen
- Porte de Montmartre
- Porte de Clignancourt : route départementale 914
- Porte des Poissonniers

## Anciennes portes de Paris
Les murs d'enceintes de Paris se sont succédé au fur et à mesure de l'extension urbaine, entraînant la création de nouvelles portes le long des principaux axes :
- Rive droite :
  - porte de l'Arsenal sur le quai ;
  - porte Saint-Antoine sur la rue Saint-Antoine ;
  - porte du Temple sur la rue du Temple ;
  - porte Saint-Martin sur la rue Saint-Martin ;
  - porte Saint-Denis sur la rue Saint-Denis ;
  - porte Montmartre sur la rue Montmartre ;
  - porte Richelieu sur la rue de Richelieu ;
  - porte Saint-Honoré sur la rue Saint-Honoré ;
  - porte Neuve puis la porte de la Conférence sur le quai.

- Rive gauche :
  - porte de Nesles sur le quai ;
  - porte de Buci au bout de la rue Saint-André-des-Arts ;
  - porte Saint-Germain au bout de la rue des Cordeliers ;
  - porte d'Enfer ou Saint-Michel sur la rue d'Enfer ;
  - porte Saint-Jacques sur la rue Saint-Jacques ;
  - porte Saint-Marceau sur la rue Mouffetard ;
  - porte Saint-Victor sur la rue Saint-Victor ;
  - porte de la Tournelle dite aussi porte Saint-Bernard sur le quai.

Après la construction du mur des Fermiers généraux en 1785, les portes de Paris ont porté le nom de « barrières » jusqu'en 1860 : barrière de Clichy, barrière du Trône, barrière d'Italie…
Elles servaient en effet de barrières d'octroi, matérialisées par des pavillons construits par Ledoux. Certains sont toujours visibles :
- la rotonde du parc Monceau sur la place de la République-Dominicaine ;
- la rotonde de la Villette sur la place Stalingrad ;
- les colonnes de la barrière du Trône sur la place de la Nation ;
- les pavillons de la barrière d'Enfer sur la place Denfert-Rochereau.

## Portes constituant des voies officielles

Le département de la Seine avec ses 81 communes tel qu'il était au moment de la réorganisation :
Commune de Paris
Communes intégrées aux Hauts-de-Seine
Communes intégrées à la Seine-Saint-Denis
Communes intégrées au Val-de-Marne

Le département de la Seine et ses communes avant les annexions de 1860 au profit de Paris.

Seul un petit nombre de « portes » situées sur le territoire de Paris sont des « voies officielles » figurant dans la Nomenclature des voies officielles (édition de mars 1997). On en trouve dans le bois de Boulogne et le bois de Vincennes. Et sont aussi qualifiées de « portes » les accès (pour les piétons et au moyen d’escaliers mécaniques) à la partie souterraine du Forum des Halles.
- Portes située dans le bois de Boulogne (16e arrondissement) :
  1. la porte de Bagatelle (quartier de la Muette) qui a fait partie du territoire de la commune de Neuilly-sur-Seine jusqu’en 1929 ;
  2. la porte de Boulogne (quartier d'Auteuil) qui a fait partie du territoire de la commune de Boulogne-Billancourt jusqu’en 1925 ;
  3. la porte de l'Hippodrome (quartier d'Auteuil) qui a fait partie du territoire de la commune de Boulogne-Billancourt jusqu’en 1925 ;
  4. la porte de Madrid (quartier de la Muette et quartier de la Porte-Dauphine) qui a fait partie du territoire de la commune de Neuilly-sur-Seine jusqu’en 1929 ;
  5. la porte de Neuilly (quartier de la Porte-Dauphine) du bois de Boulogne (à distinguer de la porte de Neuilly de l’ancienne enceinte de Thiers, aussi connue sous le nom de porte Maillot) qui a fait partie du territoire de la commune de Neuilly-sur-Seine jusqu’en 1929 ;
  6. la porte des Sablons (quartier de la Porte-Dauphine) qui a fait partie du territoire de la commune de Neuilly-sur-Seine jusqu’en 1929 ;
  7. la porte Saint-James (quartier de la Porte-Dauphine) qui a fait partie du territoire de la commune de Neuilly-sur-Seine jusqu’en 1929 ;
  8. la porte de la Seine (quartier de la Muette) qui a fait partie du territoire de la commune de Neuilly-sur-Seine jusqu’en 1929.

- Portes située dans le bois de Vincennes (12e arrondissement) :
  1. la porte du Bel-Air (quartier du Bel-Air) qui a fait partie du territoire de la commune de Saint-Mandé jusqu’en 1929 ;
  2. la porte Jaune[1] (quartier du Bel-Air) qui a fait partie du territoire de la commune de Fontenay-sous-Bois jusqu’en 1929 ;
  3. la porte de Saint-Mandé du bois de Vincennes (quartier du Bel-Air) (à distinguer de la porte de Saint-Mandé de l’ancienne enceinte de Thiers) qui a fait partie du territoire de la commune de Saint-Mandé jusqu’en 1929.

- Portes servant d’accès (pour les piétons et au moyen d’escaliers mécaniques) à la partie souterraine du Forum des Halles (1er arrondissement) :
  1. la porte Berger, qui tient son nom de la rue Berger ;
  2. la porte du Jour, qui tient son nom de la rue du Jour ;
  3. la porte Lescot, qui tient son nom de la rue Pierre-Lescot ;
  4. la porte du Louvre, qui tient son nom de la rue du Louvre ;
  5. la porte du Pont-Neuf, qui tient son nom de la rue du Pont-Neuf, rue menant au pont Neuf ;
  6. la porte Rambuteau, qui tient son nom de la rue Rambuteau ;
  7. la porte Saint-Eustache, qui tient son nom de l’église Saint-Eustache.

Les portes de l’enceinte de Thiers ne figurent plus que parmi les anciennes voies de Paris dans la Nomenclature officielle des voies.

## Voies portant le nom d'une porte de Paris
- Avenue de la Porte-Chaumont
- Avenue de la Porte-d'Asnières
- Avenue de la Porte-d'Aubervilliers
- Avenue de la Porte-d'Auteuil
- Avenue de la Porte-d'Italie
- Avenue de la Porte-d'Ivry
- Avenue de la Porte-d'Orléans
- Avenue de la Porte-de-Champerret
- Avenue de la Porte-de-Charenton
- Avenue de la Porte-de-Clichy
- Avenue de la Porte-de-Clignancourt
- Avenue de la Porte-de-la-Chapelle
- Avenue de la Porte-de-la-Plaine
- Avenue de la Porte-de-la-Villette
- Avenue de la Porte-de-Saint-Ouen
- Avenue de la Porte-de-Sèvres
- Avenue de la Porte-de-Vanves
- Avenue de la Porte-de-Villiers
- Avenue de la Porte-de-Vitry
- Avenue de la Porte-des-Lilas
- Avenue de la Porte-des-Poissonniers
- Avenue de la Porte-des-Ternes
- Avenue de la Porte-du-Pré-Saint-Gervais

## Quartiers administratifs portant le nom d’une porte de Paris
Parmi les 80 quartiers administratifs de Paris, les quartiers suivant se réfèrent à une « porte » :
1. le quartier de la Porte-Saint-Denis (ou 38e quartier de Paris), dans le 10e arrondissement (ou arrondissement de l'Entrepôt), tenant son nom de la porte Saint-Denis ;
2. le quartier de la Porte-Saint-Martin (ou 39e quartier de Paris), dans le 10e arrondissement (ou arrondissement de l'Entrepôt), tenant son nom de la porte Saint-Martin ;
3. le quartier de la Porte-Dauphine (ou 63e quartier de Paris), dans le 16e arrondissement (ou arrondissement de Passy), tenant son nom de la porte Dauphine.

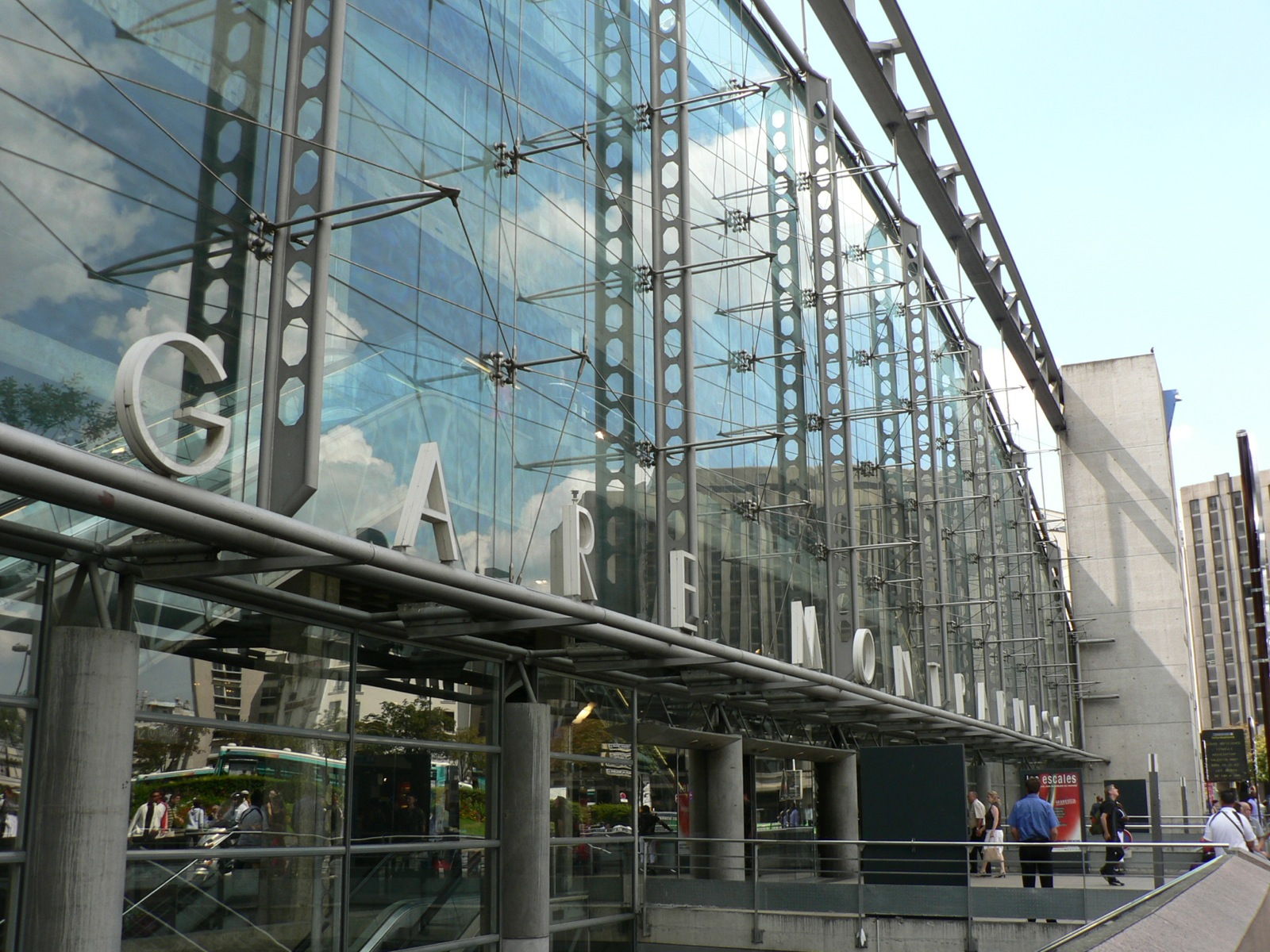
La porte Océane de la gare de Paris-Montparnasse.

## Autres accès parisiens qualifiés de porte
Certains accès à des bâtiments de Paris sont aussi qualifiés de « portes », comme les portes du Jour, Saint-Eustache, Rambuteau, Lescot, Berger, du Pont-Neuf et du Louvre du Forum des Halles et l'accès principal de la gare de Paris-Montparnasse, appelé « porte Océane ».